# Pseudasthenes steinbachi
Pseudasthenes steinbachi е вид птица от семейство Furnariidae.

## Разпространение
Видът е разпространен в Аржентина.